# Comuna Coteana, Olt
Coteana este o comună în județul Olt, Muntenia, România, formată numai din satul de reședință cu același nume. Se află în partea centrală a județului Olt, în Câmpia Boianului, la o distanță de 19 km de municipiul Slatina și are o suprafață de 44 de km2.

## Istoric
Acest mare sat a fost menționat pentru prima dată în 1793. În Registrul de evidență al populației din 1838 se constată prezența a 105 familii „sârbe” (bulgarii din Țările Române erau înregistrați drept sârbi în documentele vremii). La sfârșitul secolului al XIX-lea numărul locuitorilor era de 2.081. Aproape toți erau bulgari cu o slabă cunoaștere a limbii române. Erau cunoscuți pentru valorile lor tradiționale, viziunea patriarhală și religiozitate. Comerțul era o ocupație populară printre ei. Locuitorii din Coteana au participat activ la revolta țărănească de la gara Slatina din iunie 1899. Când Stojan Romanski a vizitat satul în 1908, bătrânii încă își aminteau că strămoșii lor veniseră în Coteana din anumite sate din regiunile Rahova/Oreahovo, Montana și Lom din Bulgaria.

## Personalități
- Cerasela Iosifescu (n. 1966), actriță
- Constantin Gaciu (n. 1981), rapsod popular
- Adrian Chesnoiu (n. 1982), om politic, fost ministru al agriculturii

## Demografie
Componența etnică a comunei Coteana
     Români (93,48%)
     Alte etnii (6,52%)
Componența confesională a comunei Coteana
     Ortodocși (93,05%)
     Alte religii (0,24%)
     Necunoscută (6,71%)
Conform recensământului efectuat în 2021, populația comunei Coteana se ridică la 2.071 de locuitori, în scădere față de recensământul anterior din 2011, când fuseseră înregistrați 2.435 de locuitori. Majoritatea locuitorilor sunt români (93,48%). Din punct de vedere confesional, majoritatea locuitorilor sunt ortodocși (93,05%), iar pentru 6,71% nu se cunoaște apartenența confesională.

## Politică și administrație
Comuna Coteana este administrată de un primar și un consiliu local compus din 11 consilieri. Primarul, Ionuț-Lucian Dima[*], de la Partidul Social Democrat, este în funcție din octombrie 2020. Începând cu alegerile locale din 2024, consiliul local are următoarea componență pe partide politice:
|  | Partid                    | Consilieri | Componența Consiliului | Componența Consiliului | Componența Consiliului | Componența Consiliului | Componența Consiliului | Componența Consiliului | Componența Consiliului | Componența Consiliului | Componența Consiliului |
|  | ------------------------- | ---------- | ---------------------- | ---------------------- | ---------------------- | ---------------------- | ---------------------- | ---------------------- | ---------------------- | ---------------------- | ---------------------- |
|  | Partidul Social Democrat  | 9          |                        |                        |                        |                        |                        |                        |                        |                        |                        |
|  | Partidul Național Liberal | 2          |                        |                        |                        |                        |                        |                        |                        |                        |                        |